# ليونيل فيليسي
ليونيل فيليسي (بالإسبانية: Leonel Felice)‏ (31 أغسطس 1983 بالأرجنتين - ) هو لاعب كرة قدم أرجنتيني في مركز الهجوم. لعب مع كيلمس ونادي تان كوانغ نين ونادي غيلانغ إنترناشونال ونادي هانوي لكرة القدم وClub Rivadavia ‏.

## وصلات خارجية
- ليونيل فيليسي على موقع قاعدة بيانات كرة القدم.إي يو (الإنجليزية)